# Hans von Sponeck
Hans Emil Otto Graf von Sponeck (Düsseldorf, 12 februari 1888 – Germersheim, 23 juli 1944) was een Duitse Generalleutnant (generaal-majoor). Tijdens de Tweede Wereldoorlog voerde hij de Duitse troepen aan tijdens de slag om Den Haag.

## Aanval op Nederland
Op 10 mei 1940 begon de Duitse aanval op Nederland. Onderdeel hiervan was een offensief door de lucht. Deze luchtlandingsoperatie stond onder leiding van de generaals Hans von Sponeck (22e Infanterie- en luchtlandingsdivisie) en Kurt Student (7e Parachutistendivisie). Sponeck leidde de Duitse troepen die werden ingezet tijdens Operatie Fall Festung, beter bekend als de Slag om Den Haag. Hij liep enige lichte verwondingen op, en werd voor zijn leiding tijdens de strijd in Nederland door Adolf Hitler met het Ridderkruis van het IJzeren Kruis onderscheiden.

## Barbarossa
De 22e Infanteriedivisie nam na de inzet in Nederland nog slechts als reguliere infanterie aan de strijd deel en werd als zodanig in Operatie Barbarossa ingezet. Sponeck kreeg in november 1941 het bevel over het 42e Legerkorps. In december 1941 kreeg hij de opdracht het schiereiland Kertsj op de Krim te beveiligen tegen maritieme landingen door de Sovjets. De Sovjets planden echter een grote operatie tegen de Duitsers in de Krim, waarbij op enkele plaatsen vele duizenden militairen aan land zouden worden gezet. Toen de Sovjets hun aanval inzetten, kregen de Duitse troepen op 26 december 1941 de instructie van Hitler dat terugtrekken zonder bevel van het OKW onaanvaardbaar was. Sponeck – die van dit bevel vermoedelijk nog niets wist – besloot twee dagen later zijn troepen terug te nemen om totale vernietiging te voorkomen. Een dag later, 29 december, zette hij die terugtocht daadwerkelijk in. Sponeck redde hiermee een groot deel van zijn troepen, maar kreeg op oudejaarsdag het bevel zijn legerkorps over te geven aan zijn plaatsvervanger en zich in Berlijn te melden. Op 23 januari 1942 werd Sponeck door de krijgsraad ter dood veroordeeld. Op 20 februari 1942 werd dit vonnis omgezet in zes jaar correctiehechtenis in Germersheim.

## Duits verzet
Op 20 juli 1944 werd Sponeck in Germersheim door de Gestapo beschuldigd wegens sterke verdenking van zijn oorspronkelijke betrokkenheid bij het legerverzet tegen Hitler. Op instigatie van Josef Bürckel gaf Heinrich Himmler drie dagen later opdracht Sponeck dood te schieten. Himmler eiste een uitdrukkelijke telefonische bevestiging van de uitvoering van zijn bevel. Op 23 juli 1944 werd Sponeck in Germersheim doodgeschoten. Een dag later werd hij in de vestingstad begraven.

## Nagedachtenis

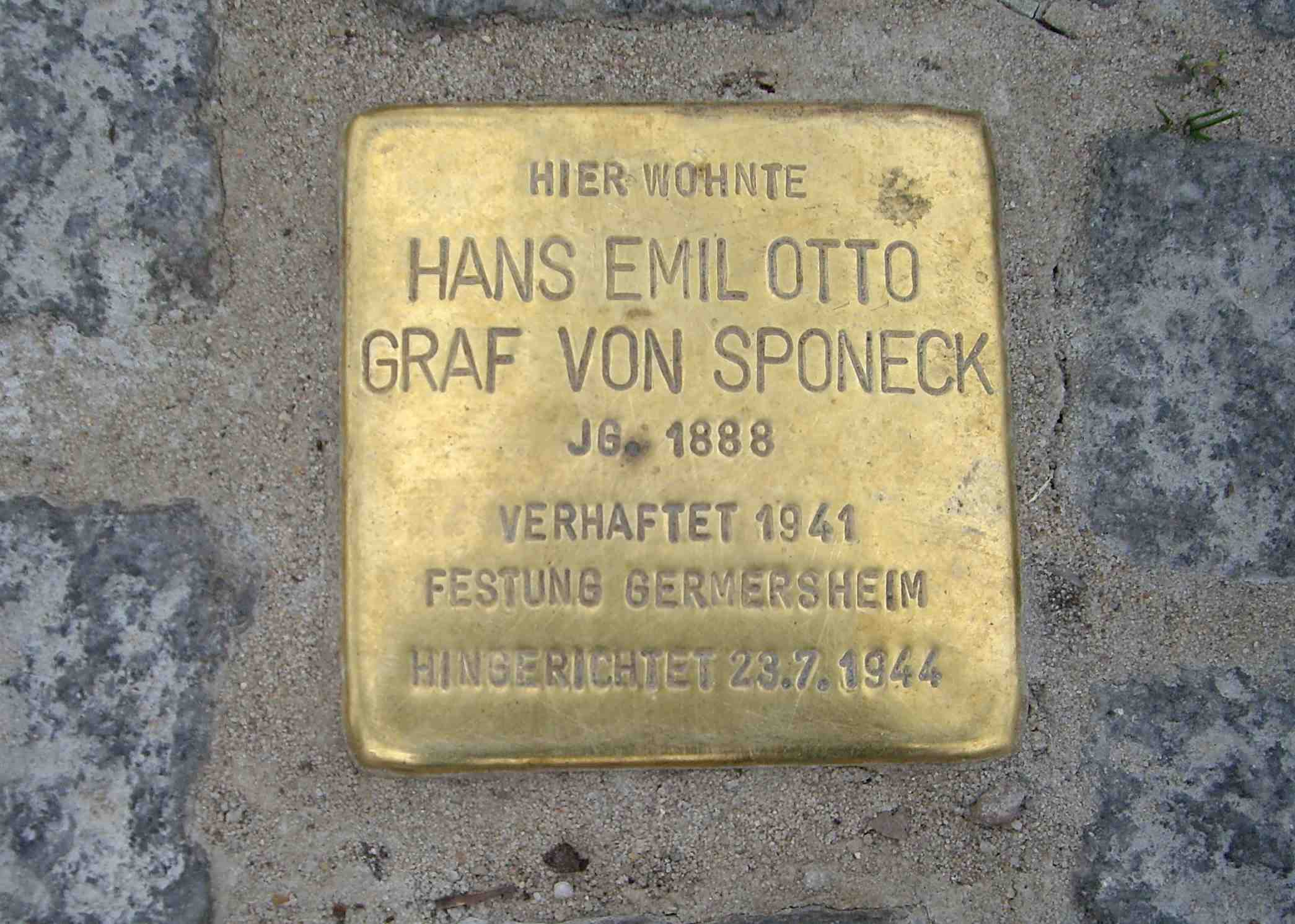
Stolperstein in Bremen Horn-Lehe

Na de oorlog werden straten en een kazerne naar hem vernoemd. In 2013 wijdde Erik Grimmer-Solem, hoogleraar aan de Wesleyan University in Middletown (Connecticut), een artikel aan hem in het Militärgeschichtliche Zeitschrift, waarin hij aan het licht bracht dat Sponeck niet alleen een oorlogsheld en oorlogsslachtoffer is, maar dat hij ook medeplichtig is aan oorlogsmisdaden. Daarop werd de kazerne hernoemd en besloten een struikelsteen te verwijderen.
- De Graf-von Sponeck-Straße in Neue Vahr, een wijk van Bremen, werd naar de generaal vernoemd.
- In 2007 werd een struikelsteen voor zijn voormalige ambtswoning in Bremen Horn-Lehe gelegd; deze werd gestolen in 2015 nog voor het besluit uitgevoerd was hem te verwijderen wegens de bedenkingen jegens Sponeck.
- In Germersheim is de Hans-Graf-Sponeck-Straße naar de generaal vernoemd.
- De in 1965 opgeleverde Generaal Hans Graf Sponeckkazerne (sinds 2012 standplaats van het Luftwaffeopleidingsbataljon) werd in juni 2015 herdoopt tot Südpfalz-Kaserne.[10][11]

## Militaire loopbaan
- Kadett: 1898-1905[12]
- Leutnant:19 maart 1908[12]
- Oberleutnant:
- Hauptmann: 16 september 1917[12]
- Major: 1 februari 1928[12]
- Oberstleutnant: 1 oktober 1932[12]
- Oberst: 1 oktober 1934[12]
- Generalmajor: 1 februari 1938[12]
- Generalleutnant: 1 februari 1940[12]

## Decoraties
Selctie:
- Ridderkruis van het IJzeren Kruis op 14 mei 1940 als Generalleutnant en Commandant van de 22. Luftlande Infanterie Division[13][12][4][14]
- IJzeren Kruis 1914, 1e Klasse en 2e Klasse[15][12][4]
- Reddingsmedaille (Pruisen)[15][12]
- Orde van Militaire Verdienste (Beieren), 4e klasse met Zwaarden[15][12][4]
- Gewondeninsigne 1918 in zilver[4][15][12]
- Kruis voor Oorlogsverdienste (Lippe)[15][12][4]
- Herhalingsgesp bij IJzeren Kruis 1939, 1e Klasse en 2e Klasse[13][12]
- Hospitaalorde van Sint-Jan (balije Brandenburg)
  - Rechtsridder[12] in 1931[4]
  - Ereridder in 1925[16][12] – 1923[4]